# Абдуллаєв Сайфулло
Сайфулло Абдуллаєв (жовтень 1899, кишлак Хорог, тепер місто Горно-Бадахшанська автономна область, Таджикистан — розстріляний 8 квітня 1938, місто Москва, тепер Російська Федерація) — таджицький радянський діяч, 2-й секретар ЦК КП(б) Таджикистану, народний комісар землеробства Таджицької РСР. Член ЦВК Таджицької РСР.

## Біографія
Народився в жовтні 1899 року в родині сільського старости. У 1914 році закінчив чотирикласну російсько-туземну школу в Хорозі.
З квітня 1914 до серпня 1916 року працював у сільському господарстві матері в Хорозі.
У серпні 1916 — червні 1917 року — перекладач господарської частини російської армії на Ішкашимському посту (абсолютна висота 2600 м) в кишлаку Ішкашим на Памірі.
З липня 1917 до березня 1918 року працював у сільському господарстві матері в Хорозі.
У березні 1918 — листопаді 1919 року — переписувач повітового революційного комітету в Хорозі.
З грудня 1919 до листопада 1920 року був помічником начальника радянського партизанського загону на Памірі. З 1920 до 1921 року служив червоноармійцем. Кандидат у члени РКП(б) з вересня 1921 року.
У вересні 1921 — вересні 1922 року — співробітник особливого відділу Памірського загону військ Всеросійської надзвичайної комісії (ВЧК).
Член РКП(б) з січня 1922 року. У 1922 році також вступив до комсомолу.
У вересні 1922 — січні 1923 року — відповідальний секретар виконавчого комітету Хорозької волосної ради Ферганської області Туркестанської АРСР.
У січні 1923 — серпні 1924 року — член надзвичайної Військово-політичної трійки на Памірі.
27 серпня 1924 — 12 листопада 1925 року — голова Памірського обласного революційного комітету.
У жовтні 1925 — квітні 1926 року — завідувач організаційного відділу Памірського партійного бюро ЦК КП(б) Узбекистану.
16 листопада 1925 — жовтень 1926 року — голова виконавчого комітету Горно-Бадахшанської обласної ради.
З травня 1926 року — завідувач агітаційно-пропагандистського відділу Таджицького обласного комітету КП(б) Узбекистану в місті Дюшамбе.
У жовтні 1927 — 3 вересня 1928 року — прокурор Горно-Бадахшанської автономної області.
У вересні 1928 — березні 1929 року — інструктор Мотовиліхинського районного комітету ВКП(б) Пермського округу Уральської області РРФСР.
У квітні 1929 — вересні 1930 року — відповідальний секретар Гіссарського окружного комітету КП(б) Таджикистану.
У жовтні 1930 — квітні 1931 року — завідувач відділу кадрів ЦК КП(б) Таджикистану.
У травні 1931 — квітні 1932 року — народний комісар землеробства Таджицької РСР.
У квітні — 10 липня 1932 року — секретар ЦК КП(б) Таджикистану із постачання.
У 1932 — січні 1934 року — голова Центральної контрольної комісії КП(б) Таджикистану — народний комісар робітничо-селянської інспекції Таджицької РСР.
У квітні 1934 — серпні 1936 року — народний комісар землеробства Таджицької РСР.
20 серпня 1936 — лютий 1937 року — 2-й секретар ЦК КП(б) Таджикистану.
З січня 1937 року — слухач Вищої школи партійних організаторів при ЦК ВКП(б) у Москві.
До вересня 1937 року — народний комісар місцевої промисловості Таджицької РСР.
12 вересня 1937 року заарештований органами НКВС. У жовтні 1937 року виключений із ВКП(б). Засуджений Воєнною колегією Верховного суду СРСР 7 квітня 1938 року до страти, розстріляний 8 квітня 1938 року. Похований на спецоб'єкті НКВС «Комунарка» Московської області.
29 грудня 1956 року посмертно реабілітований Військовою колегією Верховного суду СРСР.

## Нагороди
- орден Трудового Червоного Прапора